# Komeda Jazz Festival

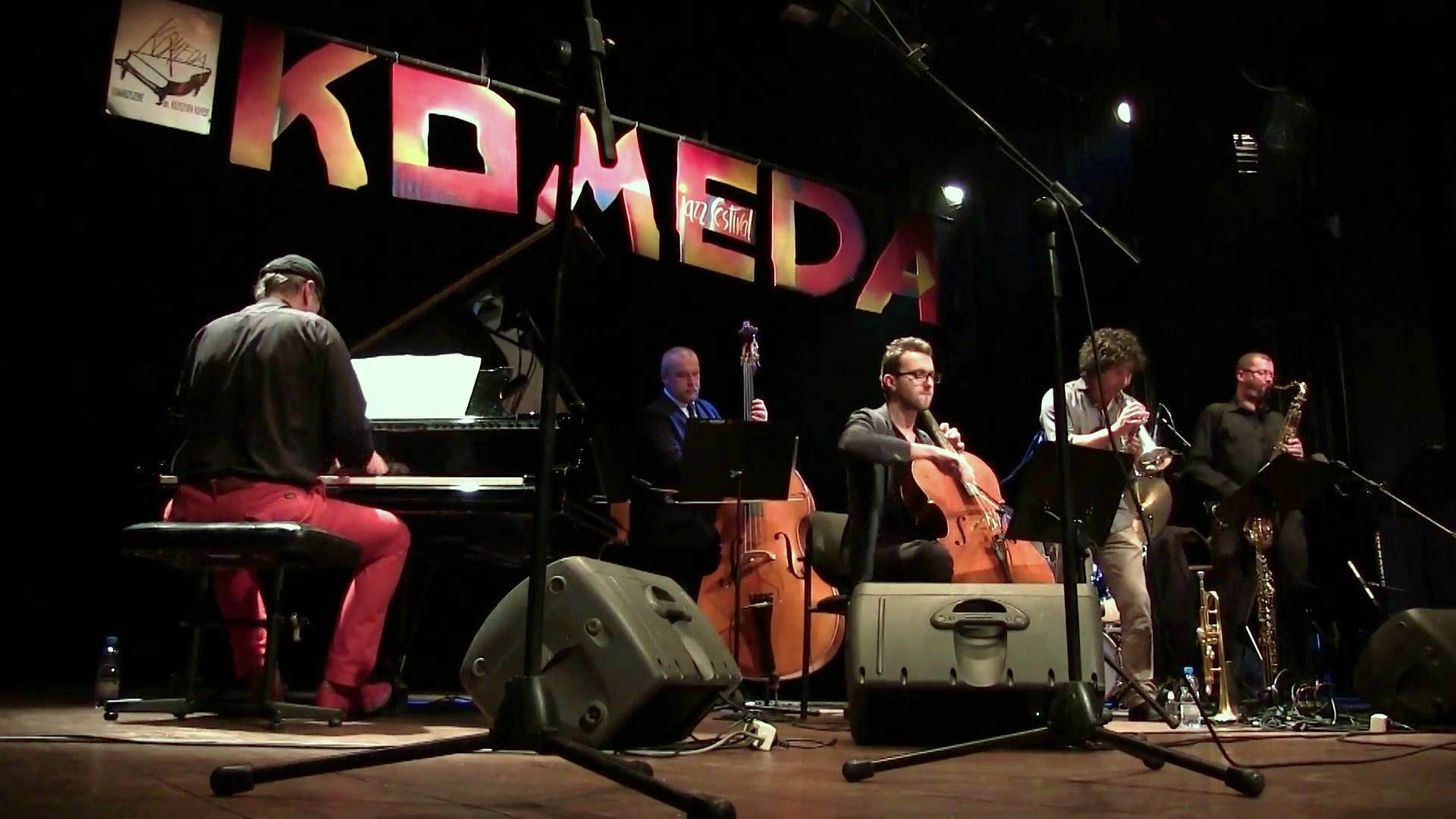
Komeda Jazz Festival 2014

Komeda Jazz Festival is een jaarlijks terugkerend jazzfestival in Słupsk, Polen. Het wordt gehouden in november. De eerste editie had plaats in 1995. Onderdeel van het festival is de Krzysztof Komeda Composers Competition, vernoemd naar de Poolse musicus Krzysztof Komeda.
Jazzpianist en componist Leszek Kułakowski was de initiatiefnemer van het gebeuren. Overigens was Kulakowski de eerste die Komeda's muziek bewerkte voor een symfonie-orkest.